# Squadra Speciale Invisibili
Squadra Speciale Invisibili è una serie televisiva francese diretta da Chris Briant e Axelle Laffont da una sceneggiatura di Olivier Norek, Christian Mouchart e Patrick Tringale, e trasmessa su France 2 dal 8 settembre 2021.
Questa serie televisiva è prodotta da Storia Television, Fit Production e France Télévisions, con la partecipazione di Radio Televisione Svizzera (RTS) e con il sostegno di Pictanovo e della Regione Hauts-de-France. 

## Trama
Questa fiction segue le indagini degli "invisibili", una brigata diversa dalle altre che si interessa di corpi senza identità e senza passato. Questa squadra è guidata da Darius, un poliziotto con un solo obiettivo, quello di "ridare dignità e umanità a questi morti non identificati".
Questa brigata, i cui uffici si trovano negli archivi sotterranei, deve identificare i corpi entro sette giorni, altrimenti i resti delle vittime non identificate finiscono nella fossa comune, soprannominata "la piazza degli indigenti".

## Episodi
| Stagione         | Episodi | Pubblicazione originale | Pubblicazione Italia |
| ---------------- | ------- | ----------------------- | -------------------- |
| Prima stagione   | 6       | 2021                    | 2022                 |
| Seconda stagione | 6       | 2022                    | inedita              |
| Terza stagione   | 6       | 2023                    | inedita              |

## Personaggi

### Personaggi principali[3]
- Gruppo di "Invisibili"
  - Guillaume Cramoisan: comandante Gabriel Darius, capo del gruppo
  - Déborah Krey: tenente Estelle Lacorderie, soprannominata "Duchessa"
  - Nathalie Cerda: capitano Marijo Cantoni
  - Quentin Faure: tenente Ben Ferrer

- patologo forense
  - Cécile Rebboah: Angie Pélissier, medico legale

- Ufficio
  - Hugo Brown: commissario di divisione Vanvelde
  - Jérémie Covillault: comandante Chistera
  - Malik Elakehal El Miliani: Yanis

### Personaggi secondari
- Stagione 1
  - Élodie Hesme: Virginie Delaunay (stagione 1 episodio 1)
  - Benjamin Egner: Philippe Delaunay (stagione 1 episodio 1)
  - Laurence Côte: Christelle (stagione 1 episodio 2)
  - Édouard Montoute: Christophe Rochette (stagione 1 episodio 3)
  - Caroline Baehr: Stephanie Rochette (stagione 1 episodio 3)
  - Virginie Caliari: Corrine Bertin (stagione 1 episodio 3)
  - Bastien Bouillon: Sébastien Prieur (stagione 1 episodio 4)
  - Roby Schinasi: Jérôme Lafitte (stagione 1 episodio 4)
  - Cédric Le Maoût: il proprietario (stagione 1 episodio 5)
  - Elise Tilloloy: Lily (stagione 1 episodio 5)
  - Abraham Wapler: Tom (stagione 1 episodio 5)
  - Arnaud Binard: Diego (stagione 1 episodio 6)
  - Gaëla Le Devehat: Marion (stagione 1 episodio 6)
  - Arnaud Lechien: Romain (stagione 1 episodio 6)
- Stagione 2
  - Evan Genot: Loki (stagione 2 episodio 1)
  - Jean-Philippe Ancelle: Rubens (stagione 2 episodio 2)
  - Ivanov Van Praet: Mercurio (stagione 2 episodio 3)
  - Brice Londra: Opale (stagione 2 episodio 4)
  - Fanny Gosset: Juliet (stagione 2 episodio 5)
  - Yusupha M'Bye: Romeo (stagione 2 episodio 5)
  - Charlotte Talpaert: Blanche (stagione 2 episodio 6)